# Alive (Jennifer Lopez-dal)
Az Alive, Jennifer Lopez negyedik kislemeze a J to tha L-O!: The Remixes albumról. Az Alive dal szerepel Jennifer Lopez egyik 2002-es filmjében a Most már elég!-ben.

## Változatok és formátumok
USA: PROMO kislemez (1. változat)
1. Alive (Remix) – 4:20
2. Alive (Album Version) – 4:40

USA: PROMO kislemez (2. változat)
1. Alive (Radio Remix) – 4:19
2. Alive (Album Version) – 4:40

USA: PROMO kislemez – Thunderpuss Remix
1. Alive (Thunderpuss Radio Mix) – 4:12
2. Alive (Thunderpuss Club Mix) – 8:51
3. Alive (Thunderpuss Tribe-A-Pella) – 7:50

USA: Alive + I'm Gonna Be Alright (Track Masters Remix)
1. I'm Gonna Be Alright (Track Masters Remix ft. Nas) – 2:52
2. I'm Gonna Be Alright (Track Masters Remix) – 3:14
3. I'm Gonna Be Alright (Track Masters Remix Instrumental) – 3:14
4. Alive (Thunderpuss Club Mix) – 8:51
5. Alive (Thunderpuss Tribe-A-Pella) – 7:50

## Helyezések
| Ország                                       | Csúcspozíció |
| -------------------------------------------- | ------------ |
| U.S. Billboard Hot Dance Club Play           | 2            |
| U.S. Billboard Hot Dance Singles Sales       | 1            |
| U.S. Billboard Hot Adult Contemporary Tracks | 18           |
| U.S. Billboard Latin Tropical/Salsa Airplay  | 36           |

## Fordítás
Ez a szócikk részben vagy egészben  az   Alive (Jennifer Lopez song) című angol Wikipédia-szócikk fordításán alapul.  Az eredeti cikk szerkesztőit annak laptörténete sorolja fel. Ez a jelzés csupán a megfogalmazás eredetét és a szerzői jogokat jelzi, nem szolgál a cikkben szereplő információk forrásmegjelöléseként.